# كاثرين السميع
كاثرين السميع (بالفرنسية: Catherine Samie)‏ هي ممثلة فرنسية، ولدت في 3 فبراير 1933 بباريس في فرنسا.

## أعمال

### أفلام
- (2010) 22 رصاصة[5][6]

## وصلات خارجية
- كاثرين السميع على موقع IMDb (الإنجليزية)
- كاثرين السميع على موقع ألو سيني (الفرنسية)
- كاثرين السميع على موقع قاعدة بيانات الأفلام السويدية (السويدية)
- كاثرين السميع على موقع قاعدة بيانات الفيلم (الإنجليزية)
- كاثرين السميع على موقع كينوبويسك (الروسية)